# Астрофотографија
Астрофотографија је фотографисање небеских тела као што су планете, звезде и галаксије. Астро фотографија је јако важна техника за астрономе јер она омогућава откривање небеских тела и детаља на небеским телима које иначе не би било могуће опазити голим оком.